# Guy Moreau
Guy Moreau, född 15 oktober 1954, är en friidrottare från Belgien. Han deltog vid olympiska sommarspelen 1976 och olympiska sommarspelen 1980.